# Rue de Bréa
Pour les articles homonymes, voir Bréa.
Ne pas confondre avec la Rue Bréa à Paris.
La rue de Bréa est une voie de Nantes, en France.

## Situation et accès
Située dans le centre-ville de Nantes, la rue de Bréa, qui relie la rue Gresset (au croisement avec la rue des Cadeniers) à la rue d'Alger (au croisement avec la rue Flandres-Dunkerque-40), est bitumée et ouverte à la circulation automobile.

## Origine du nom
La voie rend hommage au général français Jean Baptiste Fidèle Bréa (1790-1848).

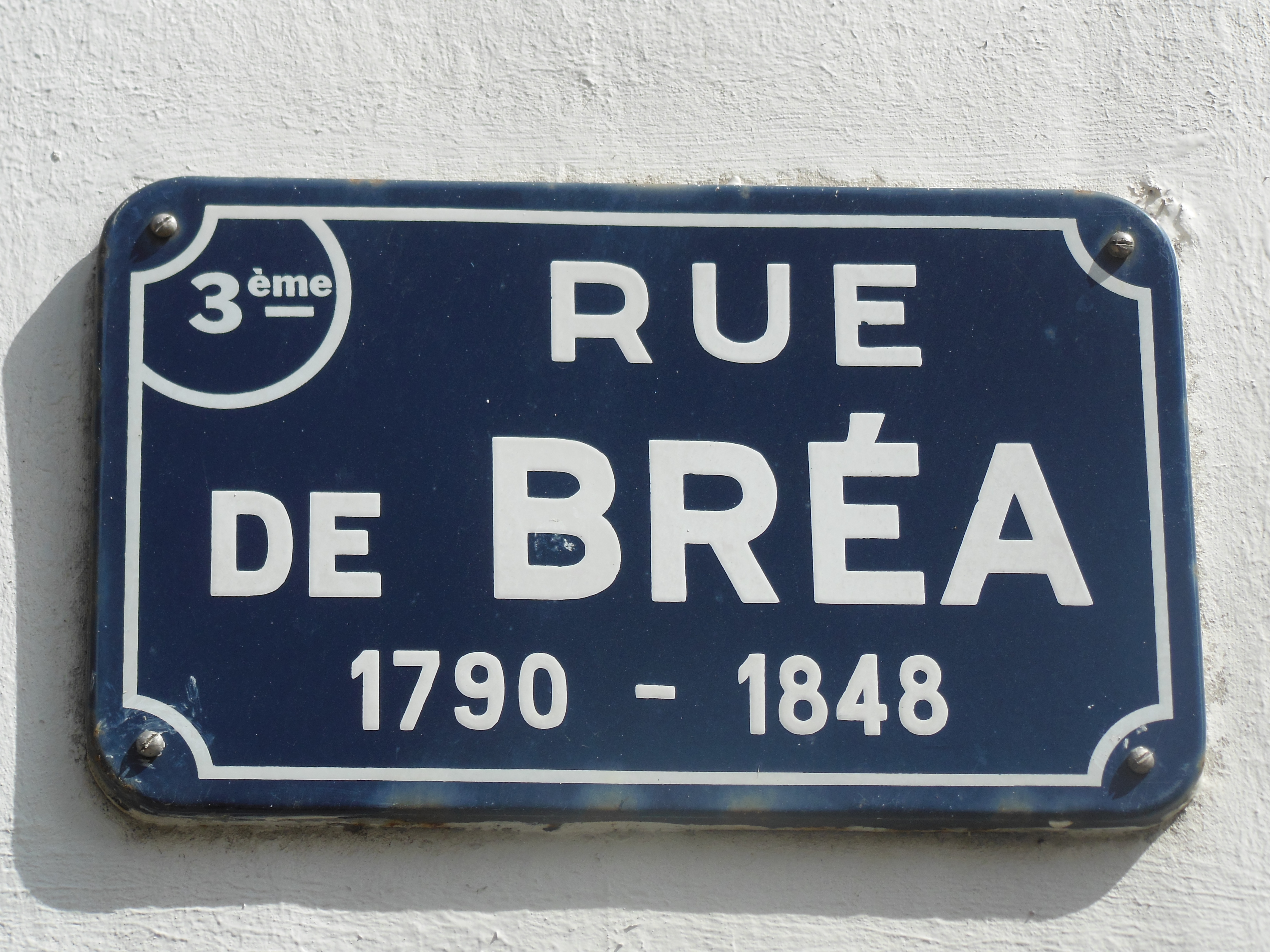
Plaque de rue

## Historique
La voie prend le nom de « rue de Bréa » en 1848. 

## Bâtiments remarquables et lieux de mémoire
- Au no 8, se trouve le siège local de la caisse d'Épargne